# Албин, Питер
Питер Албин (англ. Peter Albin, 6 июня 1944, Сан-Франциско) — американский рок-музыкант, гитарист и бас-гитарист, наибольшую известность получивший в составе группы Big Brother & the Holding Company, где пела Дженис Джоплин, которую он в 1965 году основал с Джеймсом Гёрли. Второй альбом группы Cheap Thrills уже спустя месяц после выхода разошёлся миллионным тиражом, 12 октября 1968 года возглавил списки «Billboard 200» и продержался на вершине 8 недель.
После ухода из состава Дженис Джоплин Big Brother выпустили ещё два альбома, Be a Brother и How Hard It Is (Columbia Records, 1971), но не смогли привлечь к себе внимания аудитории, которое оказалось переключено на певицу и её драматическую кончину. После распада группы в 1972 году Питер Албин играл с Кантри Джо Макдональдом и Барри Мелтоном, образовал в 1980-х годах ретро-группу Dinosaurs. Он - участник воссоединившихся Big Brother & the Holding Company и активно выступает с составом. 

## Дискография

### Альбомы

#### Big Brother & the Holding Company
- Big Brother & the Holding Company (1967)
- Cheap Thrills (1968)
- Be a Brother (1970)
- How Hard It Is (1971)
- Can’t Go Home Again (1997)
- Live at Winterland '68 (1998)
- Do What You Love (1999)
- Hold Me (2006)
- The Lost Tapes (2008)